# دانييل بينيت (حكم)
دانييل بينيت (بالإنجليزية: Daniel Bennett)‏ (مواليد 22 أغسطس 1976 في جوهانسبورغ) حكم كرة قدم جنوب أفريقي .
تم اختياره أفضل حكم في دوري الدرجة الممتازة موسم 2000-2001 وتم اعتماده دوليا من قبل الاتحاد الدولي لكرة القدم في 2003 .

## روابط خارجية
- دانييل بينيت على موقع Soccerway.com (الإنجليزية)